# Annales de l'Institut archéologique
Les Annales de l'Institut archéologique est une revue d'archéologie fondée en 1835 à la suite des retards de la revue Monuments inédits de l'Institut archéologique.
Cette nouvelle revue, baptisée aussi Nouvelles Annales de l'Institut archéologique, est fondée par les membres composant la section française de l'Institut archéologique, qui se sont constitués en une société distincte pour la publication des nouvelles Annales.
La rédaction en est confiée à un comité composé d'Antoine Chrysostome Quatremère de Quincy, président, du duc de Luynes, vice-président, de Félix Lajard, de Charles Lenormant, de Jean-Antoine Letronne, de Raoul Rochette et du baron Jean de Witte.

## Source
- Avertissement de l'éditeur. V-VI. Nouvelles annales publiées par la section française de l'Institut d'archéologie, Volume 1. Paris 1836